# Fox televizija
Fox televizija – komercyjna serbska stacja telewizyjna, która zaczęła swoje nadawanie 31 grudnia 2006 roku.
49% akcji posiada korporacja News Corporation, ponieważ serbskie prawo nie pozwala posiadać 50% albo więcej akcji sieci telewizyjnej z nienarodowym kapitałem.
Główna siedziba znajduje się w Belgradzie w dzielnicy Zemun. Fox televizija nadaje 24 godziny na dobę. Na podstawie przeprowadzonych przez AGB Nielsen Media Research badań w 2007 roku telewizja utrzymuje się na piątym miejscu w ogólnej oglądalności (4,7% udziałów w rynku). Przeciętna oglądalność wyniosła 2,2 miliony widzów.